# Kondoros
Kondoros (szlovákul: Kondoroš) város Békés vármegye Szarvasi járásában.

## Fekvése

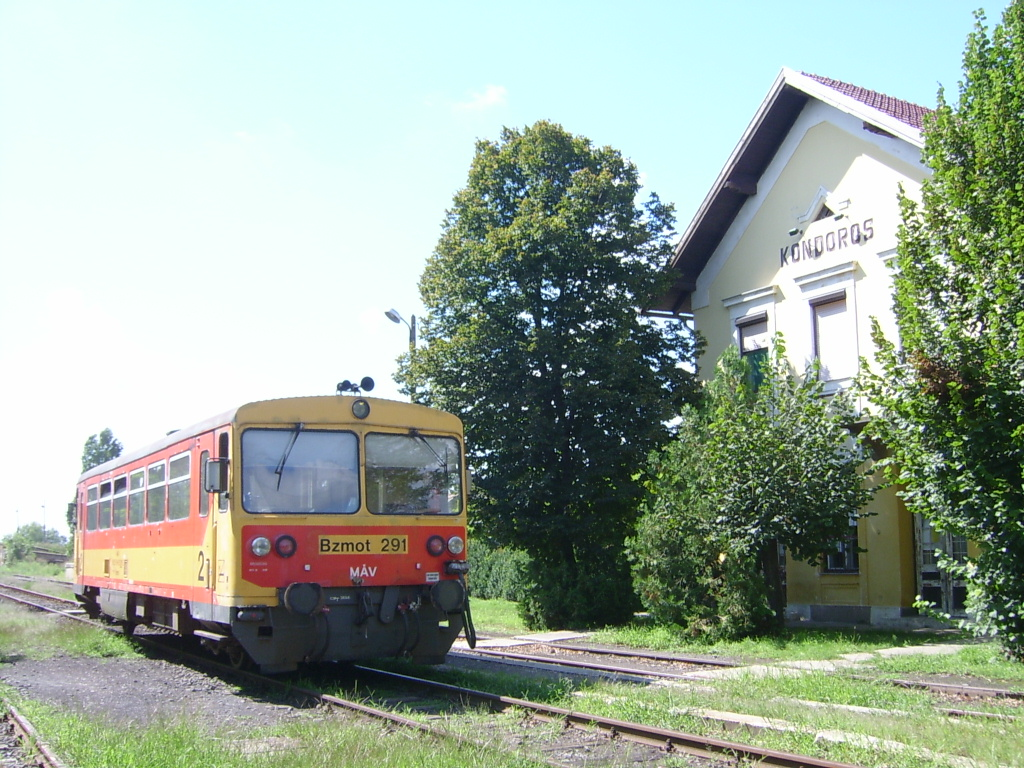
A kondorosi vasútállomás

Kondoros a 44-es főút mentén található (Szarvas és Békéscsaba között), Szarvastól 22 km-re délkeletre, Békéscsabától 22 km-re északnyugatra, Orosházától 25 km-re északkeletre. A főút nagyjából kelet-nyugati irányban halad át a település központján, észak-déli irányban pedig a Gyomaendrőd-Szentes közti 4642-es út húzódik végig rajta. A déli szomszédjában fekvő Csorvással és a 47-es főúttal a 4409-es út kapcsolja össze.
2019 októberétől jelentősen javult Kondoros közúti elérhetősége az M44-es autóút átadásával. A várost kiszolgáló le- és felhajtó csomópont a 4642-es út Kondoros-Nagyszénás közti szakaszán épült ki, nem messze a belterület déli szélétől. Az autóút folytatása jelenleg is épül Békéscsaba felé. Amíg ez a szakasz nincs átadva (várhatóan 2021-ig), addig az autóútnak létezik egy ideiglenes végcsomópontja a településtől keletre, a 44-es főúton. Az autóút átadása jelentősen tehermentesíti a település főutcáját, mivel az átmenő forgalom jelentős részének az autóút jobb alternatívát jelent.

### Megközelítése
A település menetrend szerinti személyszállító vonattal nem érhető el, mivel a Kisszénásról Kondorosra vezető 126-os számú (MÁV) vasútvonalon a személyszállítás 2009. december 13-tól, a 2009/2010. évi menetrendváltástól szünetel. Bezárása előtt ez a vonal volt Magyarország legkisebb utaslétszámú mellékvonala (0,7 utas/vonat), amely főleg annak köszönhető, hogy a fontosabb (békéscsabai) irányba sűrű autóbusz-közlekedés volt a 44-es főúton.

## Nevének eredete
Feltehetőleg a Kondor vagy Kondoros nevű birtokosától épített temploma után kapta nevét.
Mások a nevét a sasfélétől származtatják, melyet a magyar nép kondornak vagy kondorsasnak nevezett, s amely a szántóföldi művelések előtt nagy mennyiségben élt a terjedelmes kondorosi pusztán.
A kondor, mint közszó egyébként melléknévként létezett a régi magyar nyelvben, körülbelüli jelentése „göndör, fodros”.

## Története
1228-ban fordul elő először a neve, s ekkor egy Mikó nevű poroszlónak (végrehajtó) volt itt a székhelye.
1241-ben a falut a tatár pusztítás elsodorta. 1403-ban már Kondorosegyháza néven olvashatunk róla. Ekkor a gyulai uradalom tartozéka, de csaknem az utolsónak van felsorolva, mintha puszta lenne. Az viszont biztos, hogy 1466-ban lakott hely volt, s a földesurak miatti viszály nyomán 15 idevalósi jobbágy sok kárt tett a szomszédos Kétsopronynak. 1498-ban szintén 17 idevaló jobbágy vett részt gazdatisztjeik vezérlete alatt a donáttornyai erőszakoskodásban.
1526-ban már a legnagyobb falvak közé tartozott a gyulai uradalomban.
A török összeírások 70 portát jegyeztek fel. Annyi bizonyos, hogy 1590-ben a töröktől az egri vár számára szolgáló faluként váltották vissza. A későbbiekben teljesen elpusztult.
Kondorospusztát báró Harruckern János György kapta meg  adományként. 1740 körül az akkoriban fontos aradi út mentén felépült a máig nevezetes csárda épülete, vendégfogadó postaállomásként. Épületéhez fűződik a puszták betyárjainak romantikája, Rózsa Sándor legendája.
A mai település alapítása 1875-ben történt. Petőfi István kiscsákói gazdatiszt – Petőfi Sándor testvéröccse – javaslatára fogadták el a község első pecsétjét. Ő volt az önálló  község első pénztárnoka. Kondoros híres szülötteinek sorában jegyzik minden idők legnagyobb öttusázóját, Balczó Andrást és az Európa-hírű festőművészt, Csernus Tibort. A kondorosi határ természeti kincsei a védett növények: bókoló zsálya, vetővirág, nyúlánk madártej, pusztai meténg, a törpe mandula. A környék igen gazdag apróvadban, de nem ritka az őz sem. A kerékpáros turizmus kedvelői örömére csillagtúra-útvonalak is indulnak Kondorosról. A betyárhagyományok ápolására teremtették meg 2001-ben a Kondorosi Betyárnapok mára országos hírűvé lett rendezvénysorozatát.
A közigazgatási és igazságügyi miniszter javaslatára 2013. július 15. napján városi címet kapott.

## Közélete

### Polgármesterei
- 1990–1994: Dr. Kovács Sándor (Agrárszövetség)[8]
- 1994–1998: Dr. Kondé Gábor (MSZP-SZDSZ)[9]
- 1998–1999: Dr. Kondé Gábor (MSZP)[10]
- 1999–2002: Dankó Béla (Fidesz-MDF)[11]
- 2002–2006: Dankó Béla (Fidesz-MDF-Községi Gazdakör-12 …)[12][13]
- 2006–2010: Dankó Béla (Fidesz-KDNP-Gazdakörök-VP)[14]
- 2010–2014: Dankó Béla (Fidesz-KDNP)[15]
- 2014–2019: Ribárszki Péter György (Fidesz-KDNP)[16]
- 2019–2024: Ribárszki Péter (Fidesz-KDNP)[17]
- 2024– : Ribárszki Péter (Fidesz-KDNP)[1]

A településen 1999. április 25-én időközi választást kellett tartani, melynek oka egyelőre tisztázásra vár, mindenesetre az előző polgármester nem indult el rajta.

## Népesség
A település népességének változása:
| Lakosok száma | 5164 | 5057 | 4997 | 4972 | 4867 | 4541 | 4537 | 4521 |
|               | 2013 | 2014 | 2015 | 2019 | 2020 | 2022 | 2023 | 2024 |

2001-ben a település lakosságának 96%-a magyar, 4%-a szlovák nemzetiségűnek vallotta magát.
A 2011-es népszámlálás során a lakosok 87,9%-a magyarnak, 0,5% németnek, 0,4% románnak, 6,6% szlováknak mondta magát (12% nem nyilatkozott; a kettős identitások miatt a végösszeg nagyobb lehet 100%-nál). A vallási megoszlás a következő volt: római katolikus 14,9%, református 1,7%, evangélikus 33,2%, felekezeten kívüli 25,5% (22,7% nem nyilatkozott).
2022-ben a lakosság 92,4%-a vallotta magát magyarnak, 5,2% szlováknak, 0,5% németnek, 0,4% cigánynak, 0,1% románnak, 0,1% ukránnak, 2,6% egyéb, nem hazai nemzetiségűnek (7,5% nem nyilatkozott; a kettős identitások miatt a végösszeg nagyobb lehet 100%-nál). Vallásuk szerint 25,2% volt evangélikus, 10,6% római katolikus, 1,7% református, 1,7% egyéb keresztény, 0,8% egyéb katolikus, 0,1% görög katolikus, 0,1% ortodox, 20,9% felekezeten kívüli (38,8% nem válaszolt).

## Címer
1995. december 21-én az ünnepi testületi ülésen bemutatták és beiktatták Kondoros új címerét. A címertervet Szereday Ilona grafikusművész készítette el. A címerre rákerült a ma is jelképként tisztelt kondorkeselyű, a csárda, továbbá a nyolc út.

## Oktatás
A településen egy általános iskola működik 2 különböző helyen lévő épületben. Az alsós iskolában 1-4 osztályig járnak a diákok utána 5-8 osztályt pedig a felsős iskolában járják ki.

## Sport
Sportolási lehetőség a település füvesített sportpályáin, salakos teniszpályán, és fedett sportcsarnokban
labdarúgó-, kézilabda-, kosárlabda-, röplabda-csapatok, teniszezők részére.
Labdarúgócsapatuk, a Kondorosi Testedző Egyesület a 2010-es években három alkalommal is bajnoki címet szerzett a megyei első osztályban. A klubot 1921-ben alapították, színei a zöld és a fehér.

## Nevezetességei

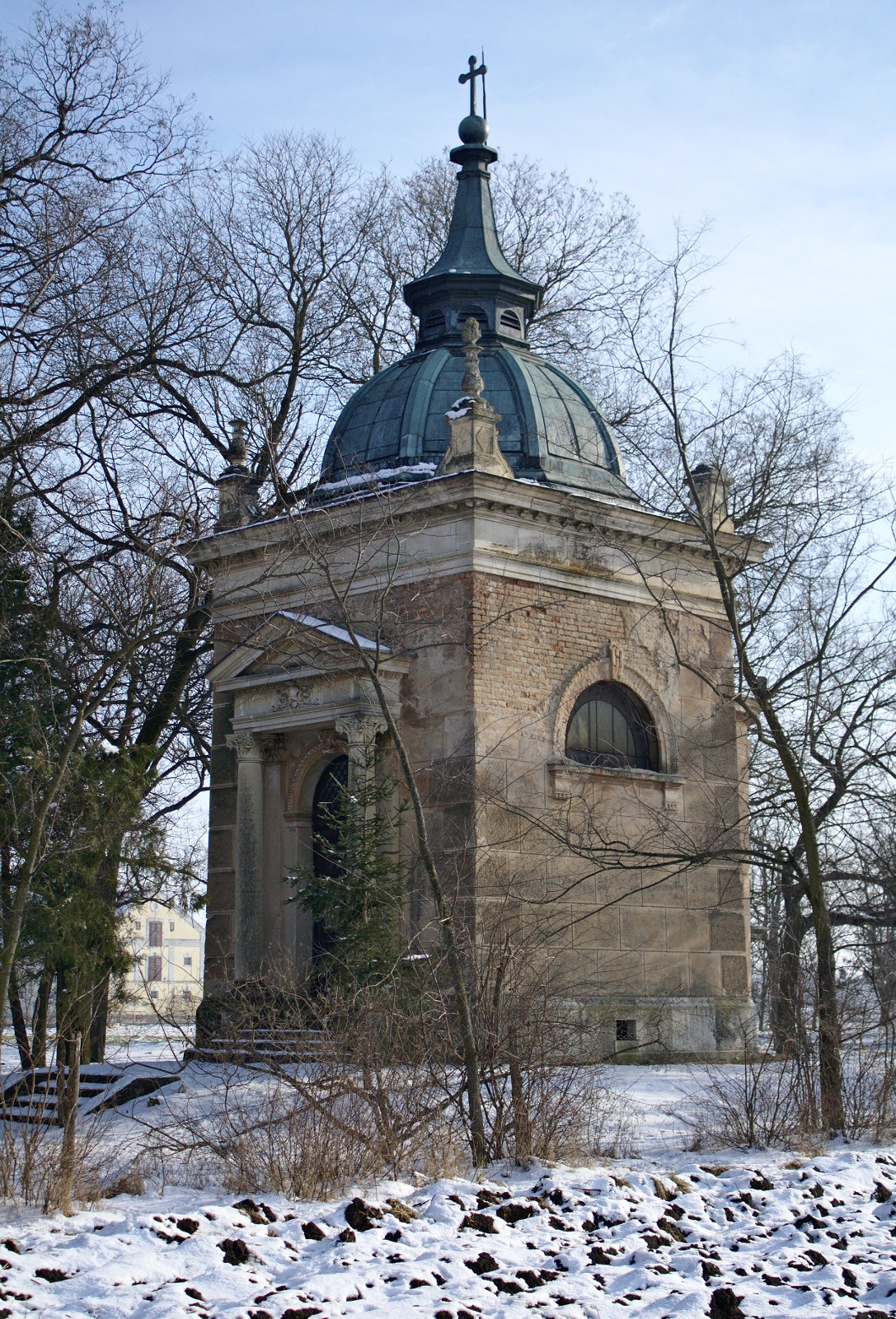
A Batthyány–Geist-vadászkastély kápolnája

- Geistcsákó major – Batthyány–Geist-kastély, kápolna, uradalmi cselédház
- Kondorosi csárda
- Elhanyagolt zsidó sírkert, a Hilf és a Weisz család síremlékeivel.

### A környéken
- Kiscsákó – Geist-kastély

Közigazgatásilag Orosházához tartozik, de Kondoros és Nagyszénás között van félúton.

## Híres szülöttei
- Balczó András háromszoros olimpiai bajnok öttusázó (1938. augusztus 16. –)
- Csernus Tibor festőművész (1927-2007. szeptember 7.)  Munkácsy-díjas (1952, 1963),  1997-ben Kossuth-díjjal jutalmazták.
- Kepenyes Pál világhírű szobrászművész (1926. december 28. – Acapulco, 2021. február 28.)
- Laurinyecz András (Kondoros, 1927. jan. 24. – Bp., 1957. nov. 29.): egyetemi hallgató, bányász.
- Vajgel Mihály (Kondoros, 1932. november 28. – Szeged, 1961. december 13.): zenész
- Roszik Hella (1979. november 20. –) magyar színésznő, zenész